# Gischow
Gischow es un municipio situado en el distrito de Ludwigslust-Parchim, en el estado federado de Mecklemburgo-Pomerania Occidental (Alemania), a una altitud de 58 metros. Su población a finales de 2016 era de 243 habs. y su densidad poblacional, 14 hab/km².